# Rangendingen
Rangendingen település Németországban, azon belül Baden-Württembergben. Lakosainak száma 5355 fő (2023. december 31.). Rangendingen Grosselfingen, Hechingen, Haigerloch, Rottenburg am Neckar, Hirrlingen és Starzach községekkel határos.

## Népesség
A település népessége az elmúlt években az alábbi módon változott:
| Lakosok száma | 2712 | 3169 | 3778 | 4270 | 4471 | 4893 | 5076 | 5229 | 5068 | 5355 |
|               | 1961 | 1967 | 1974 | 1980 | 1987 | 1993 | 2000 | 2006 | 2013 | 2023 |